# Rán

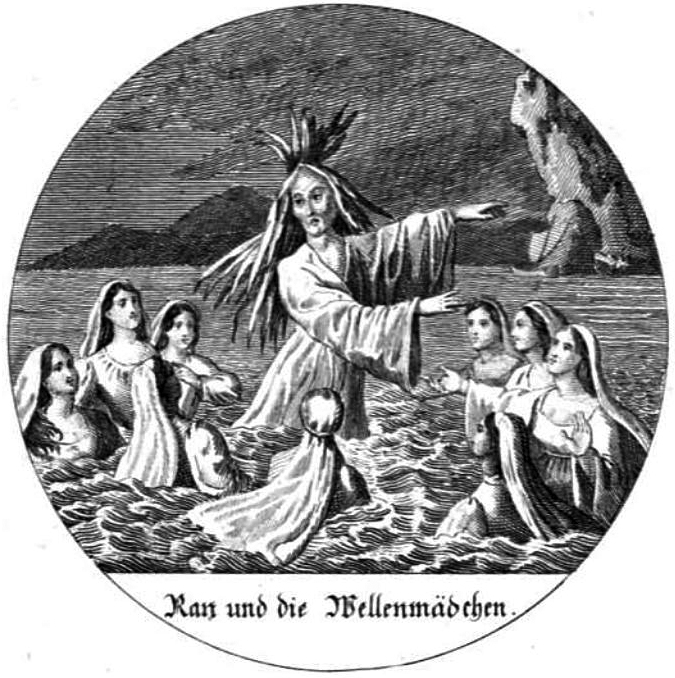
Rán und die Wellenmädchen

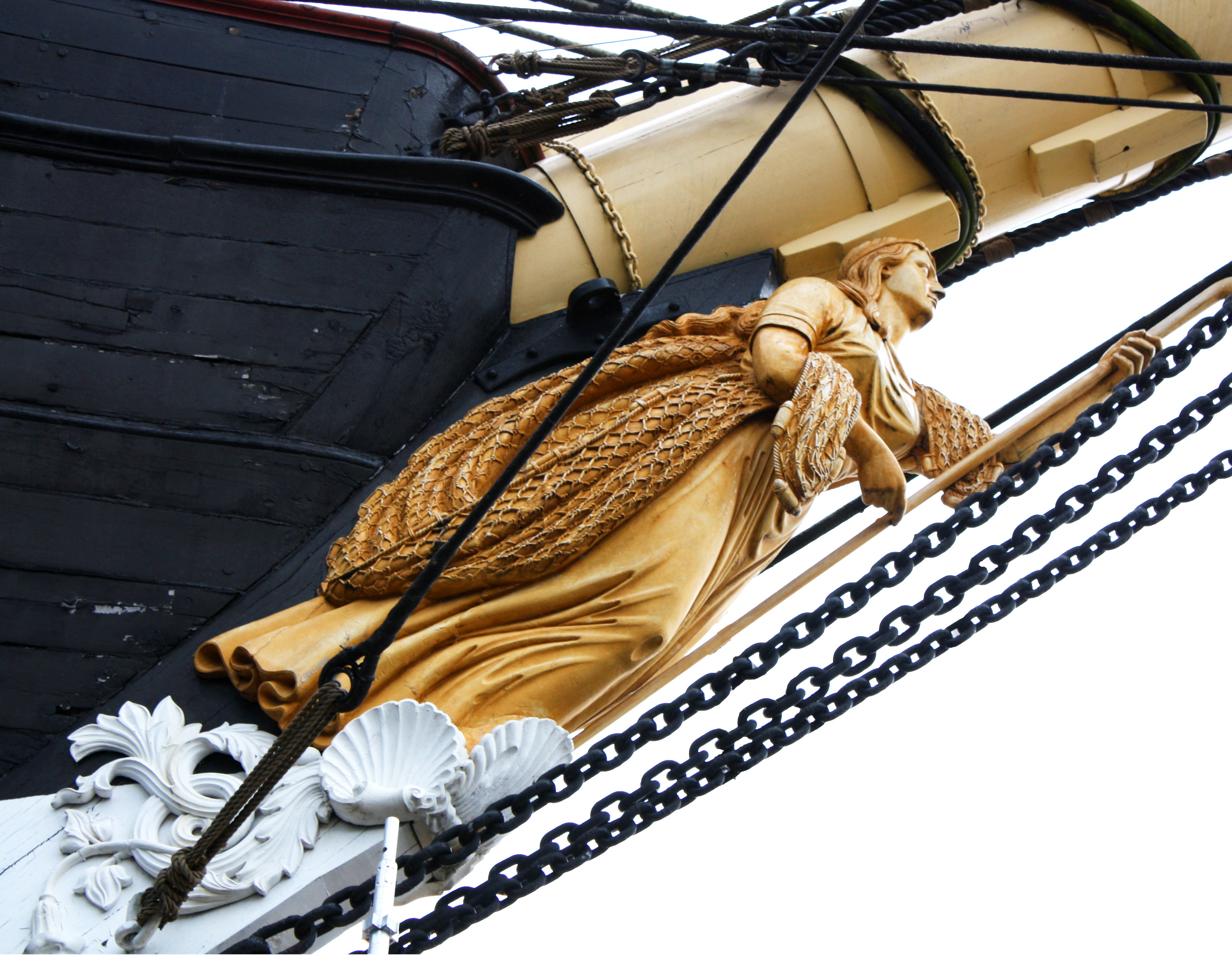
Rán als Galionsfigur der dänischen Fregatte Jylland (um 1858)

Die Rán ist in der nordischen Mythologie, aus den schriftlichen Quellen der Edda, die Frau des Meeresgottes oder Riesen Ägir. Sie ist die Mutter der Ägirstöchter, der Wellen.
In der mythologischen Dichtung tritt die Rán kaum auf. In den Skaldendichtungen und in den Sagas wird das Ertrinken mehr oder weniger mit Der Rán in die Hände fallen umschrieben.

## Die Bedeutung der Göttin Rán
Die mächtige Rán, halb Mensch, halb Fisch, gebietet über das Meer, welches auch als „Straße der Rán“ bezeichnet wird. Sie herrscht über alles Leben im Meer und besonders über das Totenreich am Grunde des Meeres, wohin die Ertrunkenen gelangen. Sie besitzt ein magisches Netz, das sie durch die Fluten zieht. Dieses ist so dicht geknüpft, dass ihm niemand entgehen kann. So gelangen alle Ertrunkenen sicher in ihr Totenreich. Rán lieh Loki einmal ihr Netz aus, so dass dieser den Zwerg Andvare fangen konnte. In der Fritiofs Saga wird sie auch als Rana bezeichnet. Sie verkörpert die dunkle Seite, während ihr Mann Ägir eher die freundlichen Aspekte des Meeres repräsentiert.

## Etymologie
Die Etymologie von Rán geht wohl auf das gleichlautende isländische Wort für Raub zurück, so dass Rán die Räuberin bedeutet.

## Die neun Töchter der Rán
Rán und ihr Ehemann, der Riese Ägir, haben neun Töchter, die unterschiedliche Wellenarten darstellen. Sie werden in zwei Stellen in Snorris Prosa Edda im Buch Skáldskaparmál aufgezählt. Sie sind alle die Mütter Heimdalls:
Himingläva (Himinglæva), was „die Himmelsklare“ bedeutet (die, durch die man den Himmel klar sehen kann – Bezug zur Durchsichtigkeit des Wassers).
Dufa (Dúfa), was „Taube“ bedeutet und „die Hohe“ ausdrückt (Bezug ist der hohe Flug der Taube).
Blodughadda (Blóðughadda), was bedeutet „die mit dem blutigen Haar“ (Bezug zum rotfarbenen Schaum der Wellen).
Hefring, was die Steigende bedeutet.
Unn (Uðr oder Unnr), was die Schäumende bedeutet.
Kólga, was die Kühlende bedeutet.
Hrönn, was die Fließende bedeutet (Bezug zur fließenden Lava).
Bylgja, was auf Isländisch „Woge“ bedeutet.
Båra (Bára), kann „Tsunami“ oder „Wellenspitze“ bedeuten.